# Funkcja ekspresywna języka
Funkcja ekspresywna (emotywna) – funkcja wypowiedzi polegająca na wyrażaniu emocji i postaw osoby mówiącej. Wykorzystuje środki językowe zdradzające uczucia mówiącego wobec tematu wypowiedzi lub wobec odbiorcy. W komunikatach ekspresywnych stosuje się słownictwo ekspresywne, nacechowane emocjonalnie, a także apostrofy, partykuły i wyrażenia indywidualne (idiolektalne). Budowa wypowiedzeń waha się pod względem złożoności; brak wykładników spójności tekstu, a intonacja jest zależna od stanu emocjonalnego. 
Do istotnych cech wypowiedzi o przeważającej funkcji ekspresywnej należą również dominacja czasowników w 1. osobie liczby pojedynczej oraz duża liczba zaimków, typu: mnie, mój, ja. Stosuje się wykrzyknienia oraz pytania retoryczne, a całość komunikatu ma charakter subiektywny.

## Przykłady
- jeść → żreć
- kłamać → łgać
- pić → żłopać
- chodzić → łazić
- mówić → gadać
- Ach, jak pięknie Pani wygląda!
- Boli mnie głowa.
- To idiota!